# Irene Grandi
Irene Grandi (Firenze, 1969. december 6. –) olasz énekesnő és színésznő.

## Karrierje
Az 1980-as évek végétől aktív szerepe volt a firenzei helyi zenei életben. Országos ismertséget a Sanremói Dalfesztivál hozott számára 1994-ben a Fuori című dalával. A fesztivál után nem sokkal készítette el első albumát Irene Grandi címmel, amiben olyan énekesek is közreműködtek mint Eros Ramazzotti vagy Jovanotti. Többször is vendége volt a Festivalbaroknak , Pavarotti és barátai koncerteken, és a Montreux-i Jazz Fesztiválon. 1998-ban a debütálóalbumjának a spanyol változatát adta ki. Irene Grandi lemezein inkább olaszul énekel. 2004-ben a Festivalbar egyik műsorvezetője volt.

## Albumok
- 1994 Irene Grandi
- 1994 Irene Grandi (German Edition)
- 1995 In vacanza da una vita
- 1997 Per fortuna purtroppo
- 1998 Irene Grandi (Spanish Version)
- 1999 Verde rosso e blu
- 2000 Verde rosso e blu (Special San Remo 2000)
- 2001 Irek
- 2002 Kose da Grandi (CD-ROM)
- 2003 Prima di partire
- 2004 Irene Grandi live '03 (CD live)
- 2005 Indelebile
- 2005 Irene Grandi LIVE (DVD Live)
- 2007 IreneGrandi.HITS
- 2008 Canzoni per Natale
- 2010 Alle porte del sogno

## Filmek
- Il Barbiere di Rio - 1996
- A casa di Irma - 1998
- L'appetta Giulia e la signora Vita - 2003